# Zoo di Singapore
Lo zoo di Singapore (in cinese: 新加坡动物园) è noto ufficialmente come Singapore Zoological Gardens e localmente come Mandai Zoo. Si estende su una superficie di 28 ettari di foresta tropicale sul margine del lago artificiale Upper Seletar Reservoir.
È gestito dalla Wildlife Reserves Singapore, che gestisce anche il Night Safari, il River Safari e il Jurong Bird Park. Lo zoo non si è mai espanso oltre gli originali 28 ettari, ma 40 ettari di foresta secondaria sono stati utilizzati per il  Night Safari;  Questo e le acque dell'Upper Seletar Reservoir contribuiscono a creare un ambiente naturale ed indisturbato.
Lo zoo accoglie circa 1,7 milioni di visitatori all'anno.

## Storia
Prima dell'istituzione dello zoo di Singapore, nella storia di Singapore ci sono stati altri zoo di breve durata, tra cui lo zoo fondato nei primi anni del 1870 negli attuali Giardini Botanici di Singapore, uno zoo aperto negli anni '20 a Ponggol (attuale Punggol) dal commerciante di animali William Lawrence Soma Basapa e due zoo gestiti da due fratelli dal cognome Chan negli anni '60.
La concezione dello zoo di Singapore risale al 1969. All'epoca, il Public Utilities Board (PUB) decise di utilizzare alcune delle sue proprietà fondiarie intorno ai laghi artificiale per parchi e strutture ricreative. Il presidente esecutivo del PUB, Ong Swee Law, ha messo da parte 220 acri (88 ettari) di terreno per la costruzione di un giardino zoologico.
Nel 1971 fu avviata la costruzione con un finanziamento di 9 milioni dal governo di Singapore; gli animali sono stati raccolti dai concessionari e donati dagli sponsor. Il direttore dei National Zoological Gardens dello Sri Lanka, Lyn de Alwis, è stato assunto come consulente per risolvere i problemi inerenti agli zoo tropicali.
Il 27 giugno 1973, lo zoo di Singapore ha aperto le sue porte per la prima volta con una collezione di 270 animali provenienti da oltre 72 specie ed un organico di 130 persone. Nel 1990, vi erano 1.600 animali di oltre 160 specie, ospitati in 65 habitat diversi e concepiti per apparire il più naturali possibile.
Nel 1987, lo zoo cominciò a mostrare animali rari prestati da altri zoo. I primi esemplari mostrati in questo modo furono la rara scimmia dal naso dorato dalla Cina, che attirò più di mezzo milione di visitatori. Questa è stata seguita dalle tigri del bengala bianche dallo zoo di Cincinnati nel 1988 e dal panda gigante dal Wolong National Nature Reserve nel 1990.
Il 1º agosto 2000, lo zoo di Singapore, il Jurong Bird Park ed il Night Safari sono stati uniti sotto la direzione del Wildlife Reserves Singapore. Lo zoo ha poi subito un'importante ristrutturazione per migliorare l'efficienza ed espandere i servizi di consulenza all'estero. 

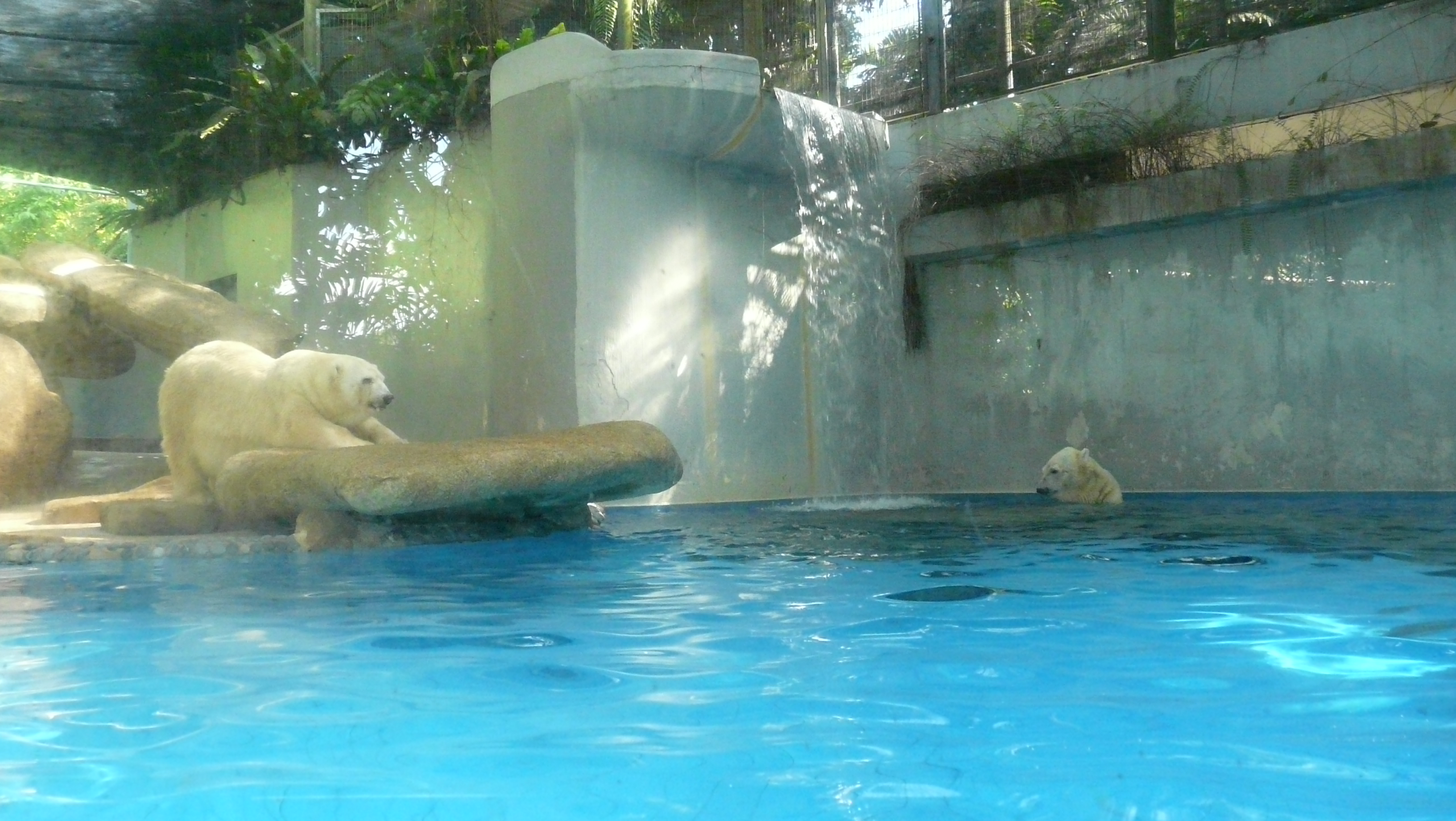
Shera ed Inuka, orsi polari.

Nel 2003, il Wildlife Reserves Singapore ha lanciato un massiccio programma di rivitalizzazione del marchio. Il nome dello zoo è stato semplificato a "zoo di Singapore" nel 2005. Come conseguenza della ristrutturazione, nel 2005 sono stati lanciati più impianti, come ad esempio un centro di assistenza e ricerca per la salute della fauna selvatica da 3,6 milioni di dollari. Le infrastrutture esistenti sono state rinnovate per migliorare ulteriormente l'esperienza dei visitatori. La crescita delle entrate è proseguita con una tendenza al rialzo.

## Educazione e conservazione
Il Wildlife Healthcare & Research Centre è stato aperto nel marzo 2006 per aumentare gli sforzi dello zoo nella conservazione della fauna a rischio.
Lo zoo di Singapore è il primo zoo al mondo a far nascere un orso polare ai tropici. Inuka è nato il 26 dicembre 1990 ed è deceduto il 25 aprile 2018 (27 anni).
Lo zoo inoltre agisce nella conservazione e nel salvataggio della fauna selvatica. Steve Irwin, attivista nella conservazione animale conosciuto come il "Crocodile Hunter", ammirava lo zoo di Singapore, adottando lo stesso modello per l'Australia Zoo.

## Specie

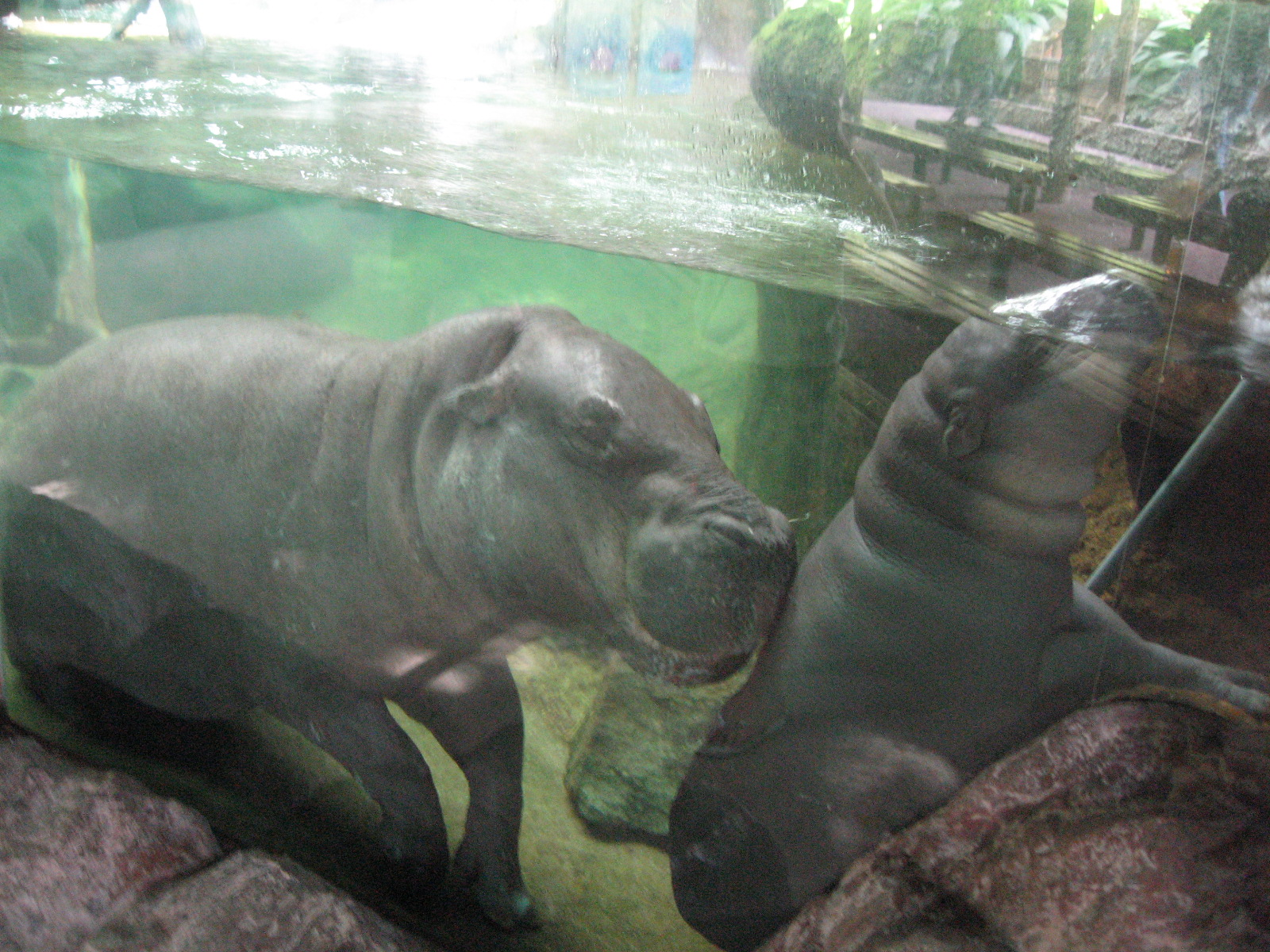
Ippopotamo nano con il piccolo.

Fin dall'inizio lo zoo di Singapore ha seguito la tendenza moderna di mettere in mostra gli animali con ambienti "aperti", naturalistici e naturali con barriere, fossati e vetri tra gli animali ed i visitatori.
Nello zoo ci sono circa 2400 animali di circa 300 specie diverse, di cui il 34% considerate specie a rischio. Lo zoo di Singapore ospita la più grande colonia di oranghi in cattività del mondo. Qui sotto una lista di alcune delle specie presenti nello zoo nel 2017:

### Mammiferi
- Volpe volante malese
- Ghiottone
- Bradipo bidattilo
- Lemure dalla coda ad anelli
- Mangusta striata
- Suricato
- Talpa senza pelo
- Furetto
- Cane procione
- Canguri arboricoli
- Canguro grigio orientale
- Wallaby
- Wallaby agile
- Orso malese
- Tigre del Bengala Bianca
- Leone
- Ghepardo
- Leopado
- Puma
- Licaone
- Giraffa di Rothschild
- Zebra di Grant
- Falabella
- Pony
- Tragulo maggiore
- Tragulo minore
- Capra domestica
- Stambecco della Nubia
- Facocero
- Potamochero
- Babyrousa
- Tapiro della gualdrappa
- Rinoceronte bianco
- Elefante asiatico
- Scimpanzé
- Mandrillo
- Pigatrice
- Còlobo
- Siamango
- Ilobatidi
- Orango di Sumatra
- Orango del Borneo
- Cinopiteco
- Eritrocebo
- Cebinae
- Tamarino edipo
- Nasica
- Amadriade
- Pitecia dalla faccia bianca
- Ippopotamo pigmeo
- Otaria della California

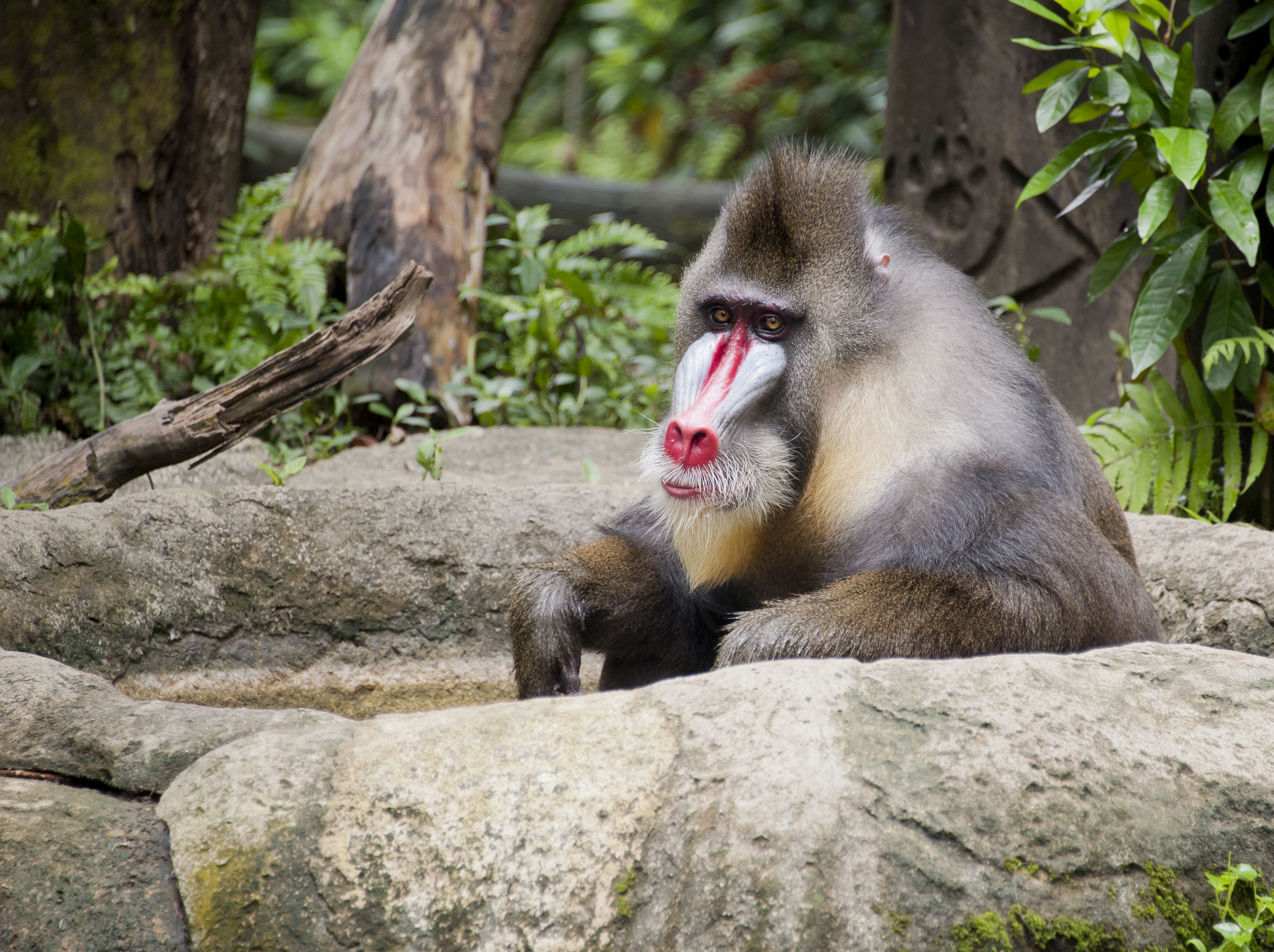
Mandrillo.

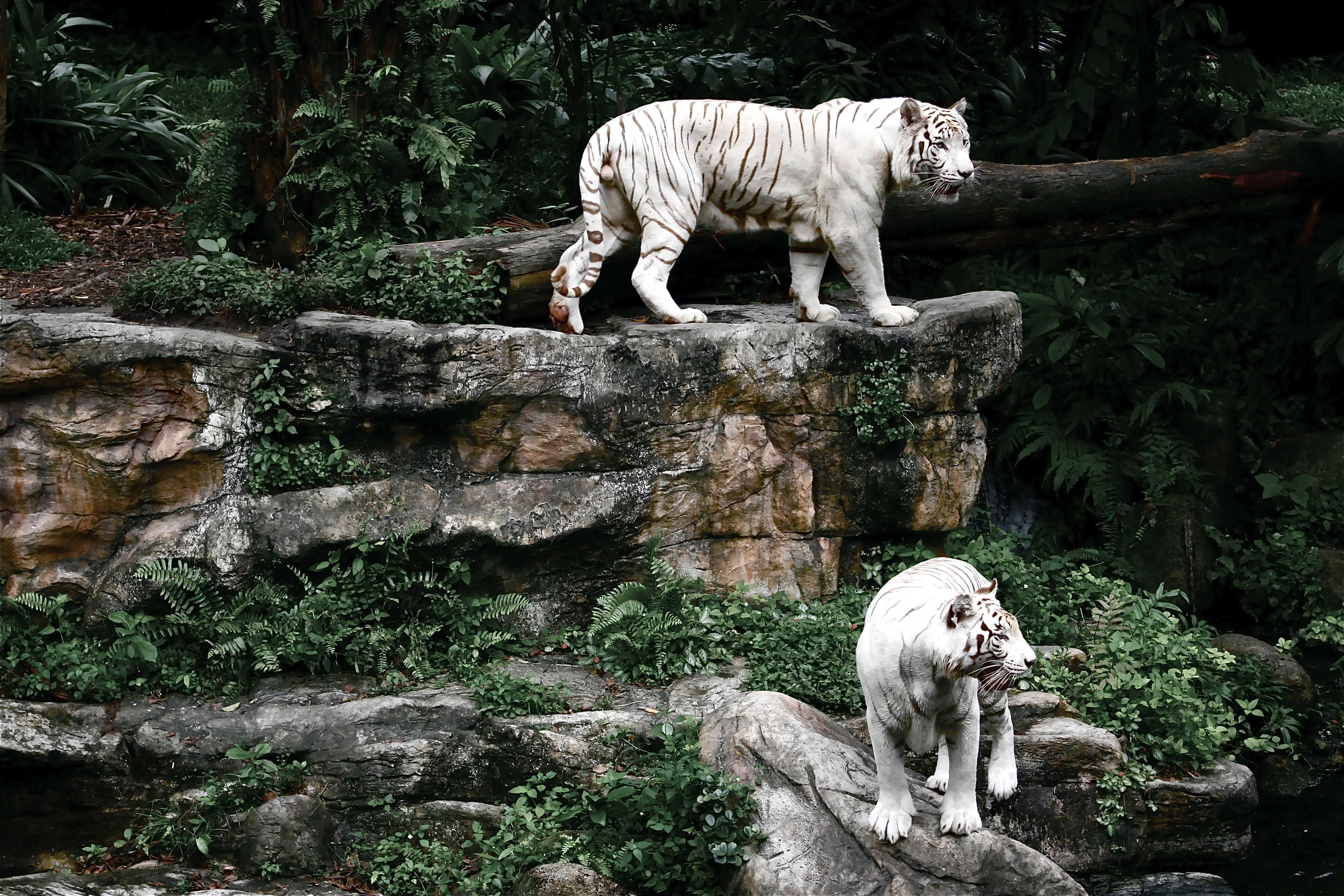
Tigri del bengala bianche.

- Lontra dalle piccole unghie orientale

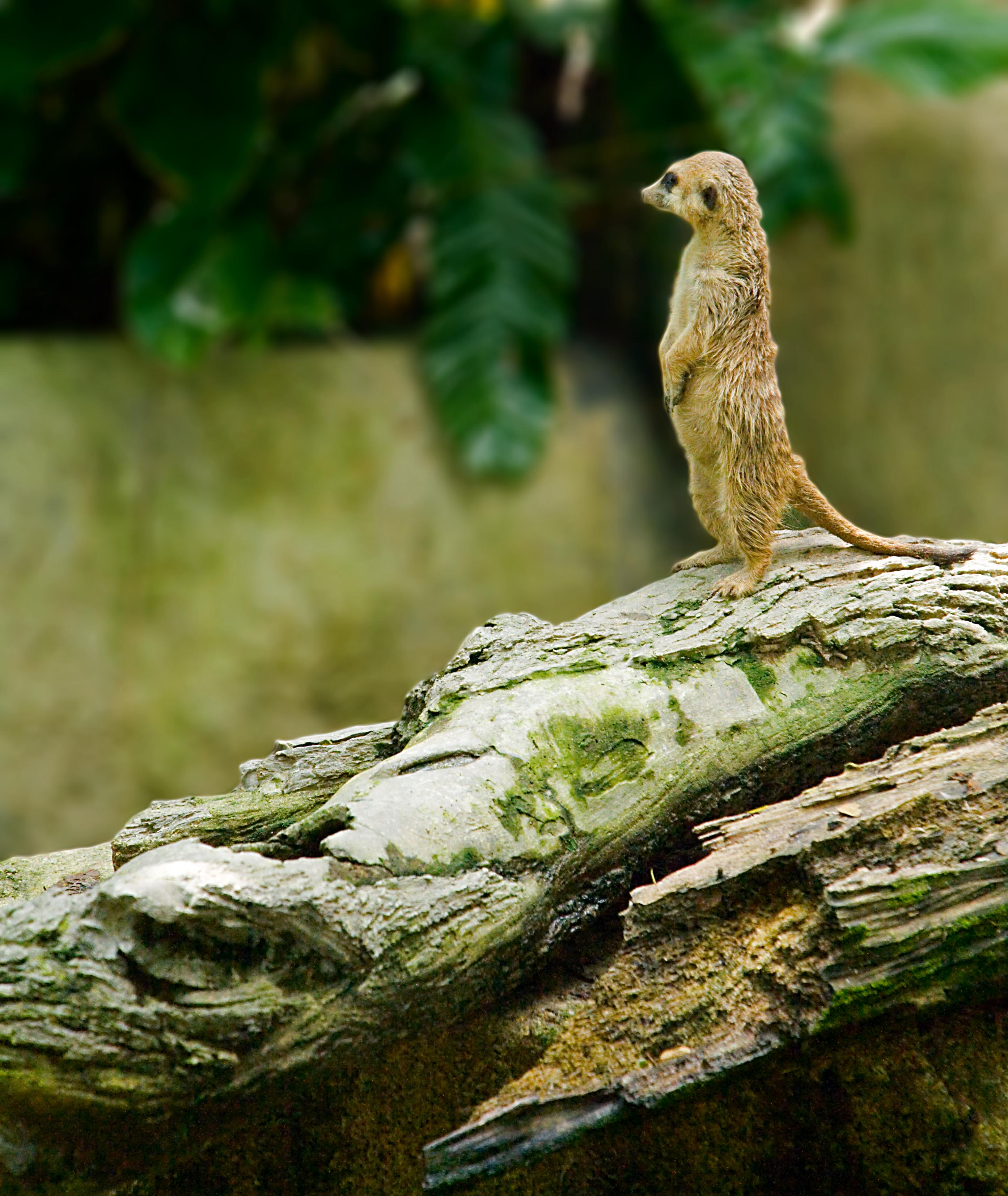
Un suricato.

### Uccelli
- Pappagallo eclettico
- Goura
- Fenicottero rosa
- Casuari
- Pinguino del Capo

### Pesci
- Arapaima
- Teste di serpente

### Rettili
- Tartaruga stellata indiana
- Tartaruga dal dorso di diamante
- Tartaruga di stagno gigante asiatica
- Testuggine dai piedi rossi
- Tartaruga gigante di Aldabra
- Tartaruga alligatore
- Caimano nano di Cuvier
- Coccodrillo marino
- Falso gaviale
- Drago di Komodo
- Dracena della Guiana
- Clamidosauro
- Pogona
- Iguana rinoceronte
- Iguana dai tubercoli
- Furcifer pardalis
- Mostro di Gila
- Pitone reticolato
- Pitone birmano
- Pitone reale
- Boa constrictor
- Cobra dal collo nero
- Crotalo adamantino occidentale
- Cobra reale